# 自我照顧
自我照顧是在健康照護中的術語，是指在個體控制下的、有意识的、自发的任何必要的人的调节功能。自我照顾不仅仅是个人的行为，社区——即支持个人进行自我照顾的群体——在获取、实施和实现自我照顾的效果方面也发挥着重要作用。
一些人認爲自我照顧和由健康照護業者照顧是對立的，但一些人認爲兩者有更複雜的關係。在現代醫學中，預防醫學與自我照顧最接近。不遵醫囑和精神疾患會讓自我照顧更難進行。 当一个人没有出现任何疾病症状时，常规的自我照顾就至关重要，而在疾病发生时，自我照顾则相当必要。常规的自我照顾的总体益处包括预防疾病、改善心理健康和生活质量。自我照顾被视为全球医疗费用上升问题的部分解决方案，这个问题在世界各国政府中普遍存在。
自我照顧被认为是慢性病患者的一种主要护理方式，这些患者会做出许多日常决定來自我管理疾病。 自我照顾是十分關鍵的，而且自我管理教育是对初級照護患者傳統教育的补充，以使在患有慢性病時尽可能提高生活质量。自我照顾是需學習、有目的且持续性的。

## 必需
有許多自我照顧的方式適用於所有年齡的人并且是基本人类需求所必需的。例如，人類需要摄入足够的空气，水和食物。在排便和排泄过程中也需要注意。睡眠与活动，孤独与社交中必须保持平衡。预防和避免人为造成危险以及参与社会团体也是必須的。心理成熟需要履行自我照顾职责。

## 外部連結
- 维基共享资源上的相關多媒體資源：自我照顧
- 英格蘭的自我照顧 （页面存档备份，存于）
- 欧盟资助的自我管理项目（Horizon2020）： COMPAR-EU （页面存档备份，存于）